# Fotheringhay Castle
Fotheringhay Castle var en middelalderfæstning i landsbyen Fotheringhay omkring seks km nord for markedsbyen Oundle i Northamptonshire i England.
Det blev påbegyndt som en normannisk motte and bailey som dækkede nordsiden af floden Nene. Bygherren var Simon de St. Liz omkring år 1100.
I 1200-tallet kontrollerede William Marshal, 1. jarl af Pembroke og senere Ranulph de Blondeville, 4. jarl af Chester fæstningen. I 1452 blev Richard 3. født på slottet. I 1587 blev Maria 1. af Skotland dømt til døden og halshugget på slottet efter at have tilbragt omkring 18 år i fangeskab på Sheffield Castle og Sheffield Manor
På trods af slottest størrelse og vigtighed fik det lov at forfalde kraftigt i den sidste del af elisabethansk tid. I 1635 mindre end 50 år efter, at Maria af Skotland var henrettet her, blev fæstningen omtalt som en ruin, og den blev revet helt ned kort efter.
I dag er kun jordvoldene og en meget lille del af murværket bevaret. Det er et Scheduled monument, og en "national vigtig" historisk bygning og arkæologisk område der er beskyttet mod byggeri og ændringer. Der er fri adgang for gæster.